# Límicos

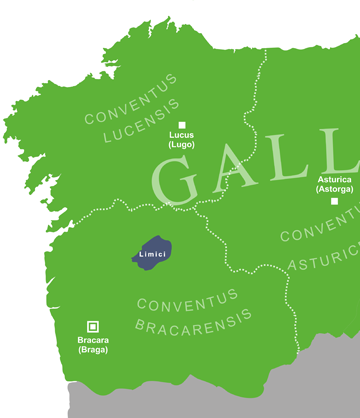
Mapa que muestra la ubicación aproximada de la tribu Limici o Límicos, en la provincia romana de Gallaecia.

Los límicos (en Latín, LIMICI) eran un pueblo ibérico prerromano que habitaba en la región pantanosa de las fuentes del Río Lima, en la frontera entre el norte de Portugal y España. El término lim es de origen indoeuropeo y significa terreno fangoso o lodo. Los límicos son descendientes de los liguros, el pueblo de Lusitania más antiguo que se conoce.
Los romanos llegaron a las tierras de los límicos en el siglo I y crearon el FORVM LIMICORVM en la villa actual de Ponte de Lima. Posiblemente de origen prerromana y varias veces destruida, sería el primer asentamiento en el Forum Limicorum que fundaran los romanos.
- Datos: Q2469614